# Coupe de France de futsal 2021-2022
Navigation
2019-2020 2022-2023
La Coupe de France de futsal 2021-2022 est la vingt-septième édition (28e d'après la FFF) de la compétition. Cet écart se justifie par le compte ou non de l'épreuve 2020-2021. Sans vainqueur depuis 2019 et le Sporting Paris, la Coupe nationale Futsal ne peut aller à son terme en 2019-2020 et l'édition suivante n'est pas disputée, les deux fois en raison de la pandémie de Covid-19 en France.
La compétition se déroule en France entre février et mai 2022 pour sa phase nationale. L'épreuve porte pour la première fois le nom de « trophée Michel-Muffat-Joly » en hommage à l’ancien chef de délégation de l'Équipe de France de futsal disparu en 2020.
La finale oppose deux clubs n'ayant jamais atteint ce stade et luttant en parallèle pour le titre de champion de France, le Nantes Métropole Futsal et le Mouvaux Lille Métropole Futsal, pour un vainqueur inédit. Dans la salle du Complexe sportif l'Escale d'Arnas, le Nantes Métropole prend le meilleur après prolongation sur Mouvaux Lille (5-4 ap) et remporte sa première Coupe nationale.

## Organisation
La compétition porte pour la première fois le nom de « trophée Michel-Muffat-Joly » en hommage à l’ancien chef de délégation de l'Équipe de France de futsal disparu en 2020. La Fédération française de football compte cette édition 2021-2022 comme la vingt-huitième, malgré l'édition précédente (2020-2021) « annulée en raison de la crise sanitaire liée au coronavirus ».
Après une phase éliminatoire régionale, la phase nationale débute le 5 février 2022 avec les trente-deuxièmes de finale. La compétition se joue ensuite à tournoi à élimination directe.
Les dix clubs de Division 1 entrent dans la compétition au stade des 32es de finale. Les clubs de D2 entrent en lice pour les finales régionales (organisés par chaque ligue régionale).
| Phases          | Tour               | Rencontres              | Participants            |
| --------------- | ------------------ | ----------------------- | ----------------------- |
| Phase régionale | Tours régionaux    | selon Ligues régionales | selon Ligues régionales |
| Phase régionale | Finales régionales | dimanche 9 janvier 2022 | ? + 20 D2               |
| Phase nationale | 32es de finale     | samedi 5 février 2022   | 54 + 10 D1              |
| Phase nationale | 16es de finale     | samedi 26 février 2022  | 32                      |
| Phase nationale | 8es de finale      | samedi 19 mars 2022     | 16                      |
| Phase nationale | Quarts de finale   | samedi 9 avril 2022     | 8                       |
| Phase nationale | Demi-finales       | samedi 23 avril 2022    | 4                       |
| Phase nationale | Finale             | samedi 21 mai 2022      | 2                       |

## Phase éliminatoire régionale

### Déroulement
Les premiers tours de la Coupe nationale Futsal sont organisés au niveau local par chaque Ligue régionale FFF. Celles-ci organisent leur propre compétition comme elles le souhaitent (tournoi à élimination directe ou toutes rondes) afin de déterminer le nombre prédéfini par la Fédération française de football (FFF) d'équipes (hors D1 et D2) accédant aux 32es de finale.

### Finales régionales
Plusieurs clubs de District sont qualifiés et notamment l’AS Saint-Priest, pensionnaire du deuxième niveau départemental, qui a créé un bel exploit en éliminant le FC Chavanoz (6-0), qui évoluait encore en D1 la saison précédente.
Auvergne-Rhône-Alpes (6 qualifiés)
- Amateur Lyon Fidésien (R1) 5-4 Caluire Futsal Club (R1)
- Futsal Club Forez (R2) 6-8 Martel Caluire (D2)
- GOAL Futsal Club (R1) 14-1 Clermont Métropole (R2)
- Futsal Mornant (R1) 5-6 F. Vaulx en Velin (R1)
- AS Saint-Priest (2D) 6-0 Futsal Chavanoz (D2)
- Condrieu Futsal - PLCQ Futsal ou Olympique lyonnais (R2)[N 1]

Bourgogne-Franche-Comté (4 qualifiés)
- FC Dijon Clénay (R1) 6-3 ASUC Migennes (1D)
- US Joigny (R1) 3-7 Besançon Académie Futsal (R1)
- Montbeliard Belfort FC (R1) 6-2 Sporting Besançon (R1)
- AS Bavilliers (Foot R2) 0-1 t. a. b. SG Héricourt (R1)

Bretagne (5 qualifiés)
- Paotred Dispount EG (R1) 1-10 Châteaugiron Masia F. (R1)
- Loudéac Olympique SC (1D) 8-3 FC Saint-Bugan Loudéac (1D)
- CPB Bréquigny (1D) 1-10 TA Rennes Futsal (R1)
- Saint-Colomban Locminé (1D) 2-6 Plouzane ACF (R1)
- RC Lesneven (1D) 4-5 JASS Saint-Malo (R2)

Centre-Val de Loire (2 qualifiés)
- Escale Orléans (R1) - Futsal Club Blois (R1)[N 2]

Corse (1 qualifié)
1. AC Ajaccio Futsal (D2), 9 pts
2. USJ Furiani (R1), 8 pts
3. Bastia Agglo (D2), 6 pts
4. Bastia Centre (R1), 0 pt

Grand-Est (8 qualifiés)
- Strasbourg Neuhof (D2) 4-3 Pfastatt Futsal (D2)
- ES Witry-lès-Reims (1D) 2-10 Reims Métropole (D2)
- FC Soleil Bischheim (1D) 1-10 Collectif Colmar (R1)
- AS Ludres (1D) 8-7 Futsal Behren (R1)
- AS Ingwiller (1D) 4-5 a. p. Entente Centre Ornain (1D)
- Inside Club Reims (1D) 14-4 ESAP Metz (R1)
- UL Plantières Metz (1D) 5-4 Futsal Mulhouse 420 (R1)[10]
- exempt : APM Metz[N 3] (R1)

Hauts-de-France (7 qualifiés)
- Lille Futsal (1D) 4-7 Helesmes Futsal (R1)
- Amiens Étouvie (R2) 11-15 Avion Futsal (D2)
- Roubaix-Hem (R1) 2-4 Villeneuve-d'Ascq (D2)
- Barlin Futsal Club (R1) 9-4 Cœur de Sambre (R1)
- USL Dunkerque (R1) 7-7 a. p. (5-4 t. a. b.) AF Petite-Forêt (R2)
- Auby VL Futsal (3D) 6-10 Lille Métropole Futsal (D2)
- exempt : Beuvrages Futsal (1D)

Méditerranée (3 qualifiés)
- AS Rognac (1D) 3-7 Marseille Saint-Henri (R1)
- Nice Futsal Club (R1) 2-1 ACA Cannes (R1)
- Classic SJV Toulon (1D) 0-4 FC Port-de-Bouc (R1)

Normandie (2 qualifiés)
- AS Villers-Houlgate (R1) 3-5 Le Havre Caucriauville (R1)
- Caen Futsal Club (R1) 2-10 US Caen Guérinière (R1)

Nouvelle-Aquitaine (3 qualifiés)
- ABP Saint-Médard (R1) 5-6* Bordeaux Futsal (1D)
- Pessac FC (D2) 4-3 C’CAB Angoulême (R1)
- Girondins Futsal (R1) 7-4 Aulnay Futsal (R1)

Occitanie (3 qualifiés)
- Montpellier Saint-Martin (R1) 5-4 Stade beaucairois (D2)
- Jeune Entente Toulouse (R1) 1-5 Toulouse FC (R1)
- Montpellier MF (R1) 0-2 Plaisance-Pibrac (D2)

Paris-Île-de-France (7 qualifiés)
- Argenteuil FC (1D) 8-3 Marcouville Cergy-Pontoise (D2)
- Saint-Ouen F. (1D) 5-0 Clichy Paulista F. (D2)
- Kremlin-Bicêtre F. (D2) 5-5 a. p. (4-3 t. a. b.) EU Torcy futsal (D2)
- Évry Diamant (R1) 0-10 Villepinte Artistes (R1)
- SÉ Livry-Gargan (1D) - ACCS Futsal (D2)[N 4]
- Sengol 77 Futsal (R1) 3-8 BVE Futsal 91 (R1)
- VS Mantes-Limay (R3) 0-4 Garges Djibson (D2)

Pays de la Loire (4 qualifiés)
- Saint-Nazaire AF (1D) 2-10 Association nantaise F. (R1)
- Nantes ACFP (R1) 4-5 US La Stéphanoise de F. (R2)
- Trélazé FALA (R2) 3-9 Nantes Doulon-Bottière (D2)
- Étoile nantaise F. (R1) 2-5 Voltigeurs Châteaubriant (R1)

Légende : D2 = Division 2 nationale, R1 et R2 = Régional 1 et 2, 1D et 2D = départemental 1 et 2
1. ↑  Non joué, réserve sur le match précédent. Condrieu participe aux 32es de finale.
2. ↑  Reporté, les deux clubs participent finalement aux 32es de finale.
3. ↑  L'APM Metz n’apparaît ensuite pas lors des 32es de finale.
4. ↑  Match arrêté, ACCS participe aux 32es de finale.

## Phase nationale

### 32esde finale
La Commission du futsal de la FFF constitue quatre groupes de seize équipes pour le tirage des 32es de finale. Ces groupes sont constitués en fonction de critère géographique et du niveau des équipes qualifiées à l’issue des Finales régionales.
L'UJS Toulouse est la seule formation de l’élite à être éliminée à ce stade.
| Résultats des 32es de finale, | Résultats des 32es de finale, | Résultats des 32es de finale, | Résultats des 32es de finale,   | Résultats des 32es de finale, | Résultats des 32es de finale, |
| Groupe                        | Date                          | Horaire                       | Domicile                        | Extérieur                     | Score                         |
| ----------------------------- | ----------------------------- | ----------------------------- | ------------------------------- | ----------------------------- | ----------------------------- |
| B                             | Vendredi 4 février            | 21h                           | FC Dijon Clenay (R)             | Besançon Académie Futsal (R)  | 4-5                           |
| B                             | Samedi 5 février              | 14h30                         | Inside Club 51 (d)              | Paris ACASA (D1)              | 1-14                          |
| B                             | Samedi 5 février              | 15h                           | Centre Ornain (R)               | Reims Métropole Futsal (D2)   | 4-12                          |
| C                             | Samedi 5 février              | 15h                           | GOAL Futsal Club (R)            | UJS Toulouse (D1)             | 5-2 a. p.                     |
| D                             | Samedi 5 février              | 15h                           | Saint-Médard (R)                | Châteaugiron Masia (R)        | 5-4                           |
| D                             | Samedi 5 février              | 15h30                         | Loudéac OSC (d)                 | Étoile lavalloise (D1)        | 1-14                          |
| A                             | Samedi 5 février              | 16h                           | US Guérinière (R)               | Hérouville Futsal (D1)        | 1-5                           |
| A                             | Samedi 5 février              | 16h                           | Lille Métropole Futsal (D2)     | Havre Caucriauville (R)       | 8-1                           |
| A                             | Samedi 5 février              | 16h                           | Beuvrages Futsal (d)            | USL Dunkerque (R)             | 2-4                           |
| A                             | Samedi 5 février              | 16h                           | Saint-Ouen Futsal Academy (d)   | Artistes Villepinte (R)       | 8-5                           |
| B                             | Samedi 5 février              | 16h                           | SGX Héricourt (R)               | Neuhof Futsal (D2)            | 2-6                           |
| B                             | Samedi 5 février              | 16h                           | BVE Futsal (R)                  | Collectif Colmar (R)          | 10-2                          |
| B                             | Samedi 5 février              | 16h                           | UL Plantières Metz (d)          | FC Kingersheim (D1)           | 1-9 3-0 pénalité              |
| C                             | Samedi 5 février              | 16h                           | Montpellier AS Saint-Martin (R) | AC Ajaccio (D2)               | 3-7                           |
| C                             | Samedi 5 février              | 16h                           | Toulouse Futsal Club (R)        | Nice Futsal Club (R)          | 5-1                           |
| C                             | Samedi 5 février              | 16h                           | Vaulx-en-Velin Futsal (R)       | Plaisance All Stars (D2)      | 3-2                           |
| D                             | Samedi 5 février              | 16h                           | A. Nantaise Futsal (R)          | Kremlin-Bicêtre (D2)          | 1-3                           |
| D                             | Samedi 5 février              | 16h                           | Stéphanoise Futsal (R)          | Nantes Métropole (D1)         | 2-8                           |
| A                             | Samedi 5 février              | 17h                           | ESCALE Orléans (R)              | Avion Futsal (D2)             | 5-4 a. p.                     |
| B                             | Samedi 5 février              | 17h                           | Montbéliard Belfort (R)         | Garges Djibson (D2)           | 5-12                          |
| C                             | Samedi 5 février              | 17h                           | Lyon Amateur Futsal (R)         | Saint-Henri FC (R)            | 8-6                           |
| D                             | Samedi 5 février              | 18h                           | Girondins Futsal (R)            | ACCS (D2)                     | 5-10                          |
| A                             | Samedi 5 février              | 19h                           | Barlin Futsal Club (R)          | Helesmes Futsal (R)           | 4-7 a. p.                     |
| C                             | Samedi 5 février              | 19h                           | Condrieu Futsal Club (R)        | Toulon Élite Futsal (D1)      | 7-11                          |
| D                             | Samedi 5 février              | 19h                           | Plouzané ACF (R)                | TA Rennes (R1)                | 4-13                          |
| D                             | Samedi 5 février              | 19h                           | Futsal Club Blois (R)           | Nantes Doulon BF (D2)         | 6-7 a. p.                     |
| A                             | Samedi 5 février              | 19h15                         | Argenteuil FC (d)               | Futsal Club béthunois (D1)    | 3-6                           |
| A                             | Samedi 5 février              | 20h                           | Mouvaux Lille MF (D1)           | Villeneuve d’Ascq Futsal (D2) | 12-2                          |
| D                             | Samedi 5 février              | 20h                           | Voltigeurs Châteaubriant (R)    | JASS Saint-Malo (R2)          | 8-1                           |
| C                             | Dimanche 6 février            | 15h                           | AS Saint-Priest (d)             | Pessac FC (D2)                | 4-5                           |
| B                             | Dimanche 6 février            | 17h                           | AS Ludres (d)                   | Sporting Paris (D1)           | 3-13                          |
| C                             | Dimanche 6 février            | 17h                           | AS Martel Caluire (D2)          | FC Port de Bouc (R)           | 10-4                          |

Les clubs suivis de « (R, R1 ou R2) » jouent au niveau régional, celles avec « (d) » évoluent au niveau départemental ou ne disputent pas de championnat de futsal.

### 16esde finale
Neuf clubs de D1, dix de D2 et Saint-Ouen Futsal comme Petit Poucet s'ajoutent à la douzaine de clubs régionaux en seizièmes de finale. Plantières Metz (d) bat Kingersheim (D1) sur tapis vert[réf. nécessaire].
Les 16es de finale de la compétition sont prévus le week-end du 26-27 février. Le tirage au sort désigne une seule affiche entre clubs de D1 : Béthune - SC Paris, tenant du titre et six fois vainqueur du trophée (record). Autre match à suivre, le derby francilien entre ACCS Asnières-Villeneuve 92 et Garges Djibson, alors premier et deuxième du groupe A de D2.
| Résultats des 16es de finale, | Résultats des 16es de finale, | Résultats des 16es de finale, | Résultats des 16es de finale,       | Résultats des 16es de finale,      | Résultats des 16es de finale, |
| Groupe                        | Date                          | Horaire                       | Domicile                            | Extérieur                          | Score                         |
| ----------------------------- | ----------------------------- | ----------------------------- | ----------------------------------- | ---------------------------------- | ----------------------------- |
| D                             | Samedi 26 février             | 14h00                         | ABP Saint-Médard (R1)               | Étoile lavalloise (D1)             | 1-8                           |
| B                             | Samedi 26 février             | 15h00                         | Strasbourg Neuhof Futsal (D2)       | Reims Métropole Futsal (D2)        | 2-4 ap                        |
| B                             | Samedi 26 février             | 15h00                         | Besançon Académie Futsal (R1)       | BVE Futsal (R1)                    | 7-7 tab 7-8                   |
| C                             | Samedi 26 février             | 15h00                         | GOAL Futsal Club (R1)               | Paris ACASA (D1)                   | 5-4 ap                        |
| B                             | Samedi 26 février             | 15h00                         | UL Plantières Metz (Interdistricts) | ESCALE Orléans (R1)                | 2-4                           |
| A                             | Samedi 26 février             | 16h00                         | ACCS (D2)                           | Garges Djibson (D2)                | 8-1                           |
| A                             | Samedi 26 février             | 16h00                         | Helesmes Futsal (R1)                | Mouvaux Lille Métropole (D1)       | 0-8                           |
| B                             | Samedi 26 février             | 16h00                         | Béthune Futsal (D1)                 | Sporting Club Paris (D1)           | 4-5                           |
| C                             | Samedi 26 février             | 16h00                         | Toulouse Futsal Club (R1)           | AC Ajaccio Futsal (D2)             | 2-5                           |
| C                             | Samedi 26 février             | 16h00                         | Vaulx-en-Velin Futsal (R1)          | Lyon Amateur Fidésien (R1)         | 2-8                           |
| D                             | Samedi 26 février             | 16h00                         | Kremlin-Bicêtre futsal (D2)         | Nantes Doulon Bottière Futsal (D2) | 5-3                           |
| D                             | Samedi 26 février             | 16h00                         | Rennes TA (R1)                      | Voltigeurs Châteaubriant (R1)      | 5-3 ap                        |
| D                             | Samedi 26 février             | 16h00                         | Pessac FC (D2)                      | Nantes Métropole Futsal (D1)       | 3-8                           |
| A                             | Samedi 26 février             | 16h30                         | Saint-Ouen Futsal (District 1)      | Hérouville Futsal (D1)             | 1-8                           |
| C                             | Samedi 26 février             | 19h00                         | AS Martel Caluire (D2)              | Toulon Élite Futsal (D1)           | 5-7                           |
| A                             | Dimanche 27 février           | 15h00                         | USL Dunkerque (R1)                  | Lille Métropole Futsal (D2)        | 4-1                           |

L’une des surprises de ce tour est l’œuvre de GOAL Futsal qui élimine le Paris ACASA, alors sixième de Division 1, après avoir mené au score à trois reprises (1-0, 2-1, 3-2 puis 4-2) et être repris à chaque fois avant de l'emporter en prolongation (5-4 a.p.). Reims Métropole (D2) doit aussi en passer par là contre Neuhof Futsal (D2, 4-2 a.p.) tout comme le club breton de La Tour d'Auvergne Rennes (R1) qui obtient la prolongation dans les dernières minutes du temps réglementaire pour s'imposer face aux Voltigeurs de Châteaubriant (R1, 5-3, a.p.). Le champion de France en titre ACCS Asnières-Villeneuve 92, alors en tête de D2, élimine son dauphin Garges Djibson (8-1), signant le plus large succès des seizièmes avec l'Étoile lavalloise (D1). Six clubs régionaux se qualifient en huitièmes de finale.
Sur les seize rencontres, seulement trois victoires à domicile ont lieu. Les deux dernières équipes de niveau départemental sont éliminées.

### Tableau à partir des8esde finale
Les 8es de finale offrent deux duels de Division 1 : Nantes MF - Étoile lavalloise et Mouvaux - Sporting Paris, tous deux à la lutte pour le titre de champion de France. Pour la première fois, six clubs de niveau régional se hissent en huitièmes de finale. Deux matchs opposent des équipes régionales : GOAL FC - Rennes TA et BVE - Lyon Amateur, assurant deux clubs de Ligues en quarts de finale. Les deux clubs lyonnais l'emportent.
|  | Huitièmes de finale    | Huitièmes de finale  |                        |         | Quarts de finale     | Quarts de finale     |  |  | Demi-finales          | Demi-finales          |  |  | Finale                  | Finale                  |
|  | Huitièmes de finale    | Huitièmes de finale  |                        |         | Quarts de finale     | Quarts de finale     |  |  | Demi-finales          | Demi-finales          |  |  | Finale                  | Finale                  |
|  |                        |                      |                        |         |                      |                      |  |  |                       |                       |  |  |                         |                         |
|  | samedi 19 mars à 16h   | samedi 19 mars à 16h |                        |         | samedi 9 avril à 17h | samedi 9 avril à 17h |  |  | samedi 23 avril à 16h | samedi 23 avril à 16h |  |  | dimanche 22 mai à Arnas | dimanche 22 mai à Arnas |
|  | samedi 19 mars à 16h   | samedi 19 mars à 16h |                        |         | samedi 9 avril à 17h | samedi 9 avril à 17h |  |  | samedi 23 avril à 16h | samedi 23 avril à 16h |  |  | dimanche 22 mai à Arnas | dimanche 22 mai à Arnas |
|  | GOAL Futsal Club (R1)  | 3                    |                        |         | samedi 9 avril à 17h | samedi 9 avril à 17h |  |  | samedi 23 avril à 16h | samedi 23 avril à 16h |  |  | dimanche 22 mai à Arnas | dimanche 22 mai à Arnas |
|  | GOAL Futsal Club (R1)  | 3                    |                        |         | samedi 9 avril à 17h | samedi 9 avril à 17h |  |  | samedi 23 avril à 16h | samedi 23 avril à 16h |  |  | dimanche 22 mai à Arnas | dimanche 22 mai à Arnas |
|  | Rennes TA (R1)         | 1                    |                        |         | samedi 9 avril à 17h | samedi 9 avril à 17h |  |  | samedi 23 avril à 16h | samedi 23 avril à 16h |  |  | dimanche 22 mai à Arnas | dimanche 22 mai à Arnas |
|  | Rennes TA (R1)         | 1                    | GOAL Futsal Club (R1)  | 3       |                      |                      |  |  | samedi 23 avril à 16h | samedi 23 avril à 16h |  |  | dimanche 22 mai à Arnas | dimanche 22 mai à Arnas |
|  | samedi 19 mars à 17h   |                      | GOAL Futsal Club (R1)  | 3       |                      |                      |  |  | samedi 23 avril à 16h | samedi 23 avril à 16h |  |  | dimanche 22 mai à Arnas | dimanche 22 mai à Arnas |
|  | Toulon ÉF (D1)         | 5                    |                        |         |                      |                      |  |  | samedi 23 avril à 16h | samedi 23 avril à 16h |  |  | dimanche 22 mai à Arnas | dimanche 22 mai à Arnas |
|  | Toulon ÉF (D1)         | 5                    | ESCALE Orléans (R1)    | 1       |                      |                      |  |  | samedi 23 avril à 16h | samedi 23 avril à 16h |  |  | dimanche 22 mai à Arnas | dimanche 22 mai à Arnas |
|  | samedi 9 avril à 16h   |                      | ESCALE Orléans (R1)    | 1       |                      |                      |  |  | samedi 23 avril à 16h | samedi 23 avril à 16h |  |  | dimanche 22 mai à Arnas | dimanche 22 mai à Arnas |
|  | Toulon ÉF (D1)         | 4                    |                        |         |                      |                      |  |  | samedi 23 avril à 16h | samedi 23 avril à 16h |  |  | dimanche 22 mai à Arnas | dimanche 22 mai à Arnas |
|  | Toulon ÉF (D1)         | 4                    | Toulon ÉF              | 2       |                      |                      |  |  |                       |                       |  |  | dimanche 22 mai à Arnas | dimanche 22 mai à Arnas |
|  | mardi 15 mars à 20h    |                      | Toulon ÉF              | 2       |                      |                      |  |  |                       |                       |  |  | dimanche 22 mai à Arnas | dimanche 22 mai à Arnas |
|  | Mouvaux LMF            | 5                    |                        |         |                      |                      |  |  |                       |                       |  |  | dimanche 22 mai à Arnas | dimanche 22 mai à Arnas |
|  | Mouvaux LMF            | 5                    | AC Ajaccio Futsal (D2) | 2       |                      |                      |  |  |                       |                       |  |  | dimanche 22 mai à Arnas | dimanche 22 mai à Arnas |
|  | samedi 23 avril à 16h  |                      | AC Ajaccio Futsal (D2) | 2       |                      |                      |  |  |                       |                       |  |  | dimanche 22 mai à Arnas | dimanche 22 mai à Arnas |
|  | ACCS AV 92 (D2)        | 3                    |                        |         |                      |                      |  |  |                       |                       |  |  | dimanche 22 mai à Arnas | dimanche 22 mai à Arnas |
|  | ACCS AV 92 (D2)        | 3                    | ACCS AV 92 (D2)        | 1       |                      |                      |  |  |                       |                       |  |  | dimanche 22 mai à Arnas | dimanche 22 mai à Arnas |
|  | samedi 19 mars à 16h   |                      | ACCS AV 92 (D2)        | 1       |                      |                      |  |  |                       |                       |  |  | dimanche 22 mai à Arnas | dimanche 22 mai à Arnas |
|  | Mouvaux LMF (D1)       | 2                    |                        |         |                      |                      |  |  |                       |                       |  |  | dimanche 22 mai à Arnas | dimanche 22 mai à Arnas |
|  | Mouvaux LMF (D1)       | 2                    | Mouvaux LMF (D1)       | 4 ap    |                      |                      |  |  |                       |                       |  |  | dimanche 22 mai à Arnas | dimanche 22 mai à Arnas |
|  | samedi 9 avril à 16h   |                      | Mouvaux LMF (D1)       | 4 ap    |                      |                      |  |  |                       |                       |  |  | dimanche 22 mai à Arnas | dimanche 22 mai à Arnas |
|  | Sporting Paris (D1)    | 2                    |                        |         |                      |                      |  |  |                       |                       |  |  | dimanche 22 mai à Arnas | dimanche 22 mai à Arnas |
|  | Sporting Paris (D1)    | 2                    | Mouvaux LMF            | 4       |                      |                      |  |  |                       |                       |  |  |                         |                         |
|  | samedi 19 mars à 16h   |                      | Mouvaux LMF            | 4       |                      |                      |  |  |                       |                       |  |  |                         |                         |
|  |                        | Nantes MF            | 5 ap                   |         |                      |                      |  |  |                       |                       |  |  |                         |                         |
|  | Reims Métropole (D2)   | Nantes MF            | 5 ap                   | 4 tab 4 |                      |                      |  |  |                       |                       |  |  |                         |                         |
|  | Reims Métropole (D2)   |                      |                        | 4 tab 4 |                      |                      |  |  |                       |                       |  |  |                         |                         |
|  | Hérouville Futsal (D1) | 4 tab 5              |                        |         |                      |                      |  |  |                       |                       |  |  |                         |                         |
|  | Hérouville Futsal (D1) | 4 tab 5              | Hérouville Futsal (D1) | 3       |                      |                      |  |  |                       |                       |  |  |                         |                         |
|  | samedi 19 mars à 16h   |                      | Hérouville Futsal (D1) | 3       |                      |                      |  |  |                       |                       |  |  |                         |                         |
|  | Kremlin-Bicêtre (D2)   | 6                    |                        |         |                      |                      |  |  |                       |                       |  |  |                         |                         |
|  | Kremlin-Bicêtre (D2)   | 6                    | USL Dunkerque (R1)     | 4       |                      |                      |  |  |                       |                       |  |  |                         |                         |
|  | samedi 9 avril à 15h   |                      | USL Dunkerque (R1)     | 4       |                      |                      |  |  |                       |                       |  |  |                         |                         |
|  | Kremlin-Bicêtre (D2)   | 7                    |                        |         |                      |                      |  |  |                       |                       |  |  |                         |                         |
|  | Kremlin-Bicêtre (D2)   | 7                    | Kremlin-Bicêtre        | 2       |                      |                      |  |  |                       |                       |  |  |                         |                         |
|  | samedi 19 mars à 16h   |                      | Kremlin-Bicêtre        | 2       |                      |                      |  |  |                       |                       |  |  |                         |                         |
|  | Nantes MF              | 4                    |                        |         |                      |                      |  |  |                       |                       |  |  |                         |                         |
|  | Nantes MF              | 4                    | BVE Futsal (R1)        | 5 tab 6 |                      |                      |  |  |                       |                       |  |  |                         |                         |
|  |                        |                      | BVE Futsal (R1)        | 5 tab 6 |                      |                      |  |  |                       |                       |  |  |                         |                         |
|  | Lyon Amateur (R1)      | 5 tab 7              |                        |         |                      |                      |  |  |                       |                       |  |  |                         |                         |
|  | Lyon Amateur (R1)      | 5 tab 7              | A. Lyon Fidésien (R1)  | 0       |                      |                      |  |  |                       |                       |  |  |                         |                         |
|  | dimanche 20 mars à 15h |                      | A. Lyon Fidésien (R1)  | 0       |                      |                      |  |  |                       |                       |  |  |                         |                         |
|  | Nantes MF (D1)         | 3                    |                        |         |                      |                      |  |  |                       |                       |  |  |                         |                         |
|  | Nantes MF (D1)         | 3                    | Nantes MF (D1)         | 8       |                      |                      |  |  |                       |                       |  |  |                         |                         |
|  |                        |                      | Nantes MF (D1)         | 8       |                      |                      |  |  |                       |                       |  |  |                         |                         |
|  | Étoile lavalloise (D1) | 3                    |                        |         |                      |                      |  |  |                       |                       |  |  |                         |                         |

### Finale
Pour la finale, Mouvaux Lille Métropole Futsal est diminué par les absences (cinq dont trois suspendus) et un banc réduit à trois joueurs.
Cette finale inédite opposant alors les deux premiers du championnat de Division 1 désigne son vainqueur à l’issue de la prolongation devant 800 spectateurs. Le Nantes MF ouvre le score grâce à Boumedyen Bensaber (5e minute), avant l’égalisation nordiste de Walex dos Santos (12e),. Les Nantais détachent ensuite par Steve Bendali (22e) et un nouveau but de Bensaber (27e, 3-1), pour être de nouveau repris sur des réalisations de Walex (32e) et Dudu (36e, 3-3),. Arthur Tchaptchet Tchato a replacé Nantes en tête (37e) mais Mouvaux Lille recolle grâce à Pett (40e),. La victoire bascule du côté de Nantes MF sur un dernier but inscrit en prolongation par Ramirez contre son camp (41e) ou par Guirio (46e) selon les sources.
| Titulaires :                 |                      |  |
|                              |                      |  |
| 20                           | Francis Lokoka       |  |
| 7                            | Ouassini Guirio      |  |
| 10                           | Joy Mingolo          |  |
| 16                           | Arthur Tchaptchet    |  |
| 17                           | Steve Bendali        |  |
|                              |                      |  |
| Remplaçants :                |                      |  |
| 1                            | Fernando Fort        |  |
| 2                            | Jérôme Pasquier      |  |
| 5                            | Anatole Melaine      |  |
| 8                            | Boumedyen Bensaber   |  |
| 9                            | Josep Manel Macarro  |  |
| 14                           | Rubén Ordoñez Martin |  |
| 15                           | Renato Paes Leme     |  |
|                              |                      |  |
| Entraîneur :                 |                      |  |
| Fabricio Zavarsky Gacougnole |                      |  |

| Titulaires :  |                    |  |
|               |                    |  |
| 12            | Nemanja Momčilović |  |
| 6             | Kévin Ramirez      |  |
| 9             | Lucas Diniz        |  |
| 10            | Walex dos Santos   |  |
| 11            | Pett               |  |
|               |                    |  |
| Remplaçants : |                    |  |
| 1             | Darcio Forgiarini  |  |
| 5             | Rodrigo Fumaça     |  |
| 8             | Eduardo            |  |
|               |                    |  |
| Entraîneur :  |                    |  |
| Najim Feraoun |                    |  |

| Titulaires :                 |                      |  |
|                              |                      |  |
| 20                           | Francis Lokoka       |  |
| 7                            | Ouassini Guirio      |  |
| 10                           | Joy Mingolo          |  |
| 16                           | Arthur Tchaptchet    |  |
| 17                           | Steve Bendali        |  |
|                              |                      |  |
| Remplaçants :                |                      |  |
| 1                            | Fernando Fort        |  |
| 2                            | Jérôme Pasquier      |  |
| 5                            | Anatole Melaine      |  |
| 8                            | Boumedyen Bensaber   |  |
| 9                            | Josep Manel Macarro  |  |
| 14                           | Rubén Ordoñez Martin |  |
| 15                           | Renato Paes Leme     |  |
|                              |                      |  |
| Entraîneur :                 |                      |  |
| Fabricio Zavarsky Gacougnole |                      |  |

| Titulaires :  |                    |  |
|               |                    |  |
| 12            | Nemanja Momčilović |  |
| 6             | Kévin Ramirez      |  |
| 9             | Lucas Diniz        |  |
| 10            | Walex dos Santos   |  |
| 11            | Pett               |  |
|               |                    |  |
| Remplaçants : |                    |  |
| 1             | Darcio Forgiarini  |  |
| 5             | Rodrigo Fumaça     |  |
| 8             | Eduardo            |  |
|               |                    |  |
| Entraîneur :  |                    |  |
| Najim Feraoun |                    |  |

## Synthèse

### Nombre d'équipes par division et par tour
| Divisions \ Manches | 32es de finale | 16es de finale | 8es de finale | Quarts de finale | Demi-finales | Finale | Vainqueur |
| ------------------- | -------------- | -------------- | ------------- | ---------------- | ------------ | ------ | --------- |
| Division 1          | 10             | 8              | 6             | 4                | 3            | 2      | 1         |
| Division 2          | 13             | 10             | 4             | 2                | 1            | -      | -         |
| Régional            | 35             | 12             | 6,            | 2                | -            | -      | -         |
| Départemental       | 6              | 2              | -             | -                | -            | -      | -         |
| Total               | 64             | 32             | 16            | 8                | 4            | 2      | 1         |

### Nombre d'équipes par Ligue régionale et par tour
| Ligue                   | 32es de finale | 16es de finale | 8es de finale | Quart de finale | Demi-finale | Finale |
| ----------------------- | -------------- | -------------- | ------------- | --------------- | ----------- | ------ |
| Hauts-de-France         | 9              | 5              | 2             | 1               | 1           | 1      |
| Pays de la Loire        | 6              | 4              | 2             | 1               | 1           | 1      |
| Paris Île-de-France     | 9              | 6              | 4             | 2               | 1           | -      |
| Méditerranée            | 4              | 1              | 1             | 1               | 1           | -      |
| Auvergne-Rhône-Alpes    | 6              | 4              | 2             | 2               | -           | -      |
| Normandie               | 3              | 1              | 1             | 1               | -           | -      |
| Grand-Est               | 8              | 5              | 1             | -               | -           | -      |
| Bretagne                | 5              | 1              | 1             | -               | -           | -      |
| Centre-Val de Loire     | 2              | 1              | 1             | -               | -           | -      |
| Corse                   | 1              | 1              | 1             | -               | -           | -      |
| Bourgogne-Franche-Comté | 4              | 1              | -             | -               | -           | -      |
| Occitanie               | 4              | 1              | -             | -               | -           | -      |
| Nouvelle-Aquitaine      | 3              | 1              | -             | -               | -           | -      |
| Total                   | 64             | 32             | 16            | 8               | 4           | 2      |

### Parcours des clubs de D1 et D2
Les dix clubs de Division 1 entrent dans la compétition en 32es de finale. Les vingt équipes de D2 le font au tour précédent, les finales régionales.
| Clubs                 | Tour atteint     |
| --------------------- | ---------------- |
| Kremlin-Bicêtre       | demi-finale      |
| AC Ajaccio            | 8es de finale    |
| Neuhof Futsal         | 16es de finale   |
| AS Martel Caluire     | 16es de finale   |
| Plaisance All-Stars   | 32es de finale   |
| Beaucaire Futsal      | finale régionale |
| FC Chavanoz           | finale régionale |
| Évasion urbaine Torcy | finale régionale |
| Marcouville City CP   | finale régionale |
| Pfastatt Futsal       | finale régionale |

| Clubs                  | Tour atteint     |
| ---------------------- | ---------------- |
| ACCS VA 92             | quart de finale  |
| Reims Métropole        | 8es de finale    |
| Garges Djibson         | 16es de finale   |
| Pessac Châtaigneraie   | 16es de finale   |
| Lille Métropole        | 16es de finale   |
| Nantes Doulon Bottière | 16es de finale   |
| AS Avion Futsal        | 32es de finale   |
| Villeneuve-d'Ascq      | 32es de finale   |
| Bastia Agglo           | finale régionale |
| Futsal Paulista        | finale régionale |
| Roubaix AFS            | non-engagé       |

| Clubs              | Tour atteint    |
| ------------------ | --------------- |
| Mouvaux LMF        | finale          |
| Nantes MF          | finale          |
| Toulon EF          | demi-finale     |
| Hérouville Futsal  | quart de finale |
| Sporting Paris     | 8es de finale   |
| Étoile lavalloise  | 8es de finale   |
| Paris ACASA        | 16es de finale  |
| Béthune Futsal     | 16es de finale  |
| Kingersheim Futsal | 32es de finale  |
| UJS Toulouse       | 32es de finale  |

### Clubs nationaux éliminés par des clubs de niveau inférieurs
| Club national                   | Adversaire                    | Score     | Tour             |
| ------------------------------- | ----------------------------- | --------- | ---------------- |
| Futsal Chavanoz (D2)            | AS Saint-Priest (2D)          | 6-0       | finale régionale |
| Stade beaucairois (D2)          | Montpellier Saint-Martin (R1) | 5-4       | finale régionale |
| Marcouville Cergy-Pontoise (D2) | Argenteuil FC (1D)            | 8-3       | finale régionale |
| Clichy Paulista Futsal (D2)     | Saint-Ouen Futsal (1D)        | 5-0       | finale régionale |
| Plaisance All Stars (D2)        | Vaulx-en-Velin Futsal (R1)    | 3-2       | 32e de finale    |
| Avion Futsal (D2)               | ESCALE Orléans (R1)           | 5-4 a. p. | 32e de finale    |
| UJS Toulouse (D1)               | GOAL Futsal Club (R1)         | 5-2 a. p. | 32e de finale    |
| Paris ACASA (D1)                | GOAL Futsal Club (R1)         | 5-4 a. p. | 16e de finale    |
| Lille Métropole Futsal (D2)     | USL Dunkerque (R1)            | 4-1       | 16e de finale    |
| Hérouville Futsal (D1)          | Kremlin-Bicêtre (D2)          | 6-1       | quart de finale  |